# Очерки Элии
«Очерки Элии» (англ. Essays of Elia) — сборник эссе, написанный Чарлзом Лэмом и опубликованный в 1823 году. Позже, в 1833 году, вышел второй том «Последние очерки Элии».
Сборник эссе печатался в Лондонском журнале с 1820 по 1825 годы. Эссе Лэма были очень популярны и печатались во многих последующих изданиях на протяжении всего XIX века. Личный и разговорный тон эссе очаровал многих читателей; эссе «утвердили за Лэмом звание самого восхитительного из английских эссеистов, которое он носит и поныне». Сам Лэм — Элия из сборника, а его сестра Мэри — «кузина Бриджет». Чарльз впервые использовал псевдоним Элия для эссе о Доме у Южного моря, где он работал ранее; Элия — это фамилия итальянца, который работал там в то же время, что и Чарльз, и после этого эссе псевдоним прижился.
Американские издания «Эссе» и «Последних эссе» были опубликованы в Филадельфии в 1828 году. В то время американские издатели не были ограничены законом об авторском праве, и часто перепечатывали материалы из английских книг и периодических изданий, поэтому американское собрание «Последних эссе» опередило свой британский аналог на пять лет.
Критики прослеживают влияние более ранних писателей на стиль Лэма, в частности сэра Томаса Брауна и Роберта Бертона — писателей, которые также повлияли на современника и знакомого Лэма, Томаса де Квинси.
Некоторые из поздних произведений Лэма в том же стиле были собраны в сборник под названием «Элиана».